# Момчилградско
 Тази статия е за историко-географската област.  За общината вижте Момчилград (община).  
Момчилградско, в миналото Мъстанлийско, е историко-географска област в Южна България, около град Момчилград.
Територията ѝ съвпада приблизително с някогашната Момчилградска околия – основната част от днешните общини Момчилград (без селата Ауста, Биволяне, Врело, Гургулица, Джелепско, Друмче, Звездел, Карамфил, Конче, Кос, Кременец, Лале, Момина сълза, Нановица, Неофит Бозвелиево, Пазарци, Постник, Равен, Ралица, Седефче, Синделци, Татул и Чобанка от Крумовградско) и Джебел (без селата Генерал Гешево, Добринци, Желъдово и Припек от Златоградско), както и селата Брегово, Върбен, Вълчанка, Върли дол, Гривяк, Делвино, Дюлица, Крилатица, Кърчовско, Лозенградци, Метличина, Метличка, Нане, Орлица, Островец, Подкова, Първица, Самодива, Самокитка, Светлен, Секирка, Средско, Старейшино, Старово, Стоманци, Фотиново, Хаджийско, Царино, Чавка, Чорбаджийско и Шопци в община Кирково и селата Айрово, Велешани, Вишеград, Воловарци, Глухар, Дъждино, Дънгово, Житарник, Лисиците, Лъвово, Македонци, Опълченско, Островица, Пепелище, Петлино, Прилепци, Резбарци и Соколско, заедно с южните квартали на Кърджали в община Кърджали. Разположена е по десния бряг на средното течение на река Арда в Източните Родопи. Граничи с Ардинско и Кърджалийско на север, Крумовградско на изток, Гюмюрджинско на юг и Златоградско на запад.